# Otto Bormann
Otto Bernhard Bormann (* 12. August 1877; † 1973) war ein deutscher Verwaltungsjurist, Wehrwirtschaftsführer und preußischer Landrat.
Bormann studierte Jura in Heidelberg und Berlin, war promoviert und wurde 1917 zunächst kommissarisch, dann ab 1918 endgültig als Landrat des Mansfelder Gebirgskreises im Regierungsbezirk Merseburg der preußischen Provinz Sachsen eingesetzt und Nachfolger von Karl von Hassell. Er war bis 1921 im Amt.
Otto heiratete Dorothea Pintsch, eine Tochter des wohlhabenden Berliner Industriellen Julius Karl Pintsch. Als Schwiegersohn schloss er 1953 die Julius Pintsch West KG in Hamburg mit der Bamag GmbH in Köln zur Pintsch Bamag AG mit Hauptsitz in Butzbach zusammen und wurde bis zu deren Verkauf ihr Hauptaktionär. Die in den sowjetisch besetzten Gebieten liegenden Produktions- und Verwaltungsstätten der Pintsch-Werke, besonders die in Fürstenwalde und Ost-Berlin wurden enteignet. Die DDR schuf daraus volkseigene Betriebe wie Julius Pintsch VEB und VEB Gaselau.